# Mats Valk

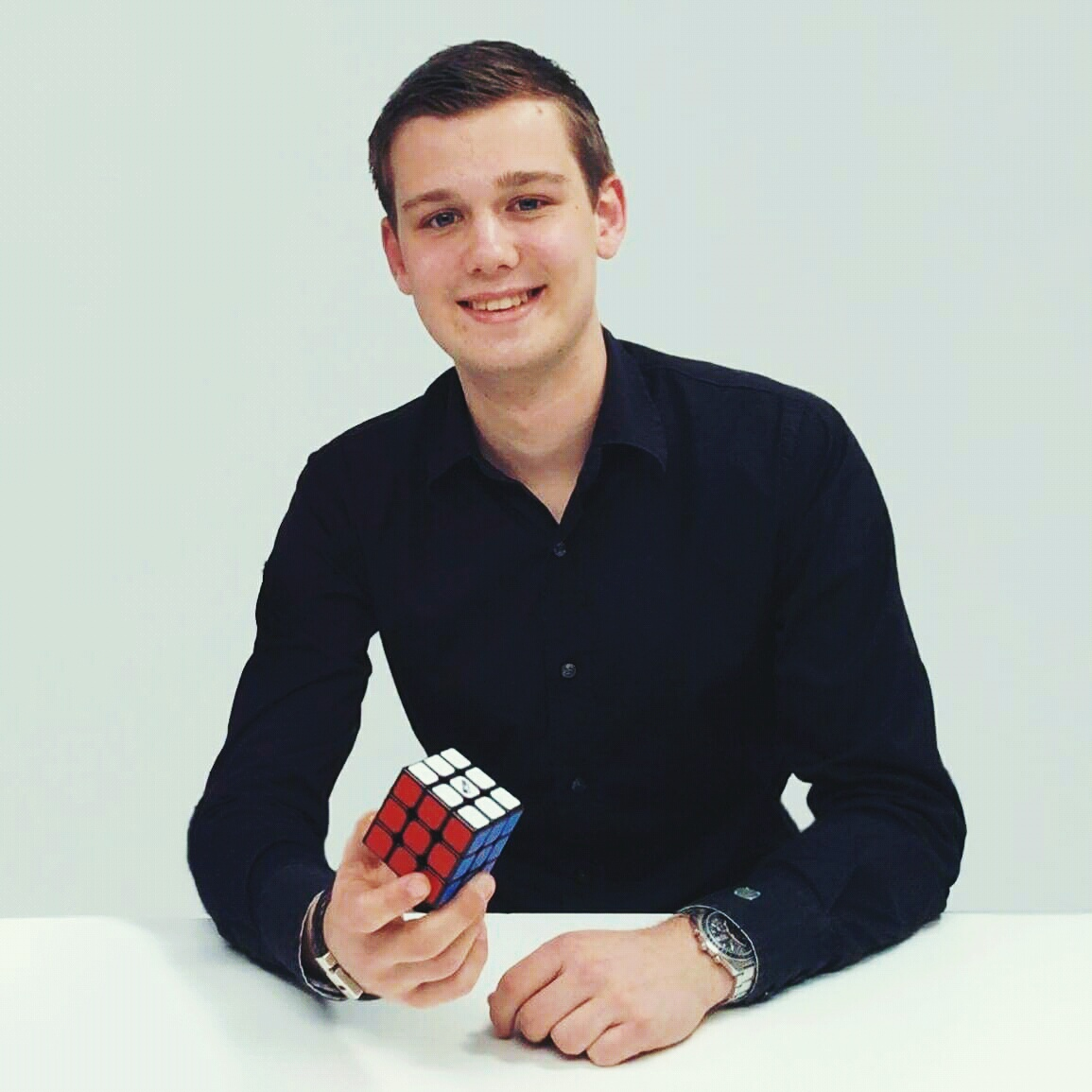
Mats Valk

Mats Valk (* 4. Mai 1996) ist ein niederländischer Speedcuber, der den Weltrekord im schnellsten Lösen des 3x3x3 Zauberwürfels zweimal gebrochen hat: mit den Zeiten 5,55 Sekunden im Jahr 2013 und 4,74 Sekunden in 2016. Er gewann in der Zauberwürfel Europameisterschaft in 2018 und wurde zweiter in den Weltmeisterschaften von 2013 und 2015.

## Leben
Valk wurde in Amstelveen, Niederlande, einem Vorort von Amsterdam geboren und großgezogen.
Er ist vor allem wegen seiner beiden Zauberwürfel-Weltrekorde und dem Erreichen des zweiten Platzes bei den Zauberwürfel-Weltmeisterschaften von 2013 und 2015 bekannt. Seinen ersten Weltrekord stellte er mit einer Zeit von 5,55 Sekunden bei den Zonhoven Open 2013 in Belgien am 3. März 2013 auf. Später brach er den Weltrekord erneut mit einer Zeit von 4,74 Sekunden bei dem Jawa Timur Open in Indonesien am 6. November 2016. Im Dezember 2016 wurde sein Rekord von Feliks Zemdegs um 0,01 Sekunden unterboten.
Valk stellte auch drei Weltrekorde im Lösen des 4x4x4 auf, zwei im Single (einzelner Lösungsversuch) und einen im Average (Durchschnitt von 5 Lösungsversuchen). Mit seinem zweiten Single-Weltrekord im 4x4x4 und einer Zeit von 26,77 Sekunden ist er der erste Speedcuber, der einen 4x4x4 in einem Turnier unter 30 Sekunden löste. Mats Valk brach fünf World Cube Association Weltrekorde, 17 europäische Rekorde und 148 niederländische Rekorde, außerdem hielt er fast fünf Jahre lang den Weltrekord für das Lösen der meisten Zauberwürfel in einer Stunde (374 Würfeln), bevor dieser von Max Park im Oktober 2020 gebrochen wurde.
Valk entwickelte den VLS (Valk Last Slot) – eine Sammlung von 3x3x3-Algorithmen, mit denen man die letzte Ebene orientiert, während man gleichzeitig das letzte Kanten-Eck-Paar in die ersten zwei Ebenen einsetzt. Valk benutzte diese Algorithmen in seinem 3x3x3-Weltrekord von 2016.

## The Valk
Valk arbeitet mit der chinesischen Firma QiYi MoFangGe zusammen, um seine eigene Marke einzurichten, The Valk, mit der er Zauberwürfel nach seinem eigenen Geschmack herstellt. Der Mechanismus und die Performance werden von Mats Valk selbst geprüft, bevor der Würfel in die Massenproduktion und den Verkauf übergeht. Der erste Würfel, der unter dieser Marke herausgebracht wurde, war der Valk 3. Dieser Würfel wurde von vielen Weltklasse-Speedcubern, unter anderem beim Single-Weltrekord von Patrick Ponce, verwendet. 2018 brachte QiYi noch einen Valk 3x3 raus, den Valk Power. Die neuste Version vom Valk 3x3 ist der Valk 3 Elite Magnetic, welcher ein neues Dual Magnet System, das sogenannte Twin Magnetic Positioning System, hat, das bei keinem vorherigem Würfel vorhanden war. Die Valk Collektion hat auch 2x2x2-, 4x4x4- und einen 5x5x5-Würfel, die alle von Valk selbst eingeführt wurden.

## Rekorde
| Typ                 | Disziplin                                   | Zeit           | Turnier                  | Ort                      | Datum              |
| ------------------- | ------------------------------------------- | -------------- | ------------------------ | ------------------------ | ------------------ |
| Weltrekorde         | 3x3x3 Single                                | 4,74 Sekunden  | Jawa timur open 2016     | Blitar, Indonesien       | 6. November 2016   |
| Weltrekorde         | 3x3x3 Single                                | 5,55 Sekunden  | Zonhoven open 2013       | Zonhoven, Belgien        | 3. März 2013       |
| Weltrekorde         | Meiste gelöste Zauberwürfel in einer Stunde | 374 Würfel     | DYC 2015                 | Paris, Frankreich        | 21. Oktober 2015   |
| Weltrekorde         | 4x4x4 Single                                | 26,77 Sekunden | German open 2012         | Gütersloh, Deutschland   | 14. April 2012     |
| Weltrekorde         | 4x4x4 Single                                | 30,02 Sekunden | Dutch nationals 2011     | Zaandam, Niederlande     | 17. Dezember 2011  |
| Weltrekorde         | 4x4x4 Average                               | 33,57 Sekunden | German open 2012         | Gütersloh, Deutschland   | 14. April 2012     |
| Europäische Rekorde | 3x3x3 Single                                | 5,13 Sekunden  | Euro 2016                | Prag, Tschechien         | 16. Juli 2016      |
| Europäische Rekorde | 3x3x3 Single                                | 6,41 Sekunden  | Dutch open 2011          | Eindhoven, Niederlande   | 30. Oktober 2011   |
| Europäische Rekorde | 3x3x3 Single                                | 6,84 Sekunden  | Dutch open 2011          | Eindhoven, Niederlande   | 30. Oktober 2011   |
| Europäische Rekorde | 3x3x3 Average                               | 6,46 Sekunden  | Semey Open 2018          | Semey, Kasachstan        | 9. Juni 2018       |
| Europäische Rekorde | 3x3x3 Average                               | 7,24 Sekunden  | DYC 2015                 | Paris, Frankreich        | 18. Oktober 2015   |
| Europäische Rekorde | 3x3x3 Average                               | 7,34 Sekunden  | China championship 2015  | Guangzhou, China         | 4. Oktober 2015    |
| Europäische Rekorde | 3x3x3 Average                               | 7,45 Sekunden  | Johannesburg 2014        | Johannesburg, Süd Africa | 23. November 2014  |
| Europäische Rekorde | 3x3x3 Average                               | 7,66 Sekunden  | Dutch open 2012          | Voorburg, Niederlande    | 4. November 2012   |
| Europäische Rekorde | 3x3x3 Average                               | 7,77 Sekunden  | Eindhoven open 2012      | Eindhoven, Niederlande   | 16. September 2012 |
| Europäische Rekorde | 3x3x3 Average                               | 9,09 Sekunden  | German open 2011         | Gütersloh, Deutschland   | 10. April 2011     |
| Europäische Rekorde | 3x3x3 Average                               | 9,20 Sekunden  | Nemo Amsterdam open 2011 | Amsterdam, Niederlande   | 2. April 2011      |
| Europäische Rekorde | 4x4x4 Average                               | 35,10 Sekunden | Zonhoven open 2012       | Zonhoven, Belgien        | 26. Februar 2012   |
| Europäische Rekorde | 5x5x5 Cube Single                           | 49,49 Sekunden | Kaohsiung open 2016      | Kaohsiung, Taiwan        | 25. September 2016 |
| Europäische Rekorde | 5x5x5 Average                               | 54,71 Sekunden | German open 2017         | Gutersloh, Deutschland   | 29. April 2017     |
| Europäische Rekorde | 5x5x5 Average                               | 56,72 Sekunden | Kaohsiung open 2016      | Kaohsiung, Taiwan        | 25. September 2016 |
| Europäische Rekorde | 3x3x3 einhändig Average                     | 17,00 Sekunden | Aachen open 2011         | Aachen, Deutschland      | 16. Januar 2011    |
| Europäische Rekorde | 2x2x2 Average                               | 2,43 Sekunden  | Aachen open 2011         | Aachen, Deutschland      | 16. Januar 2011    |